# Psephotellus dissimilis
Psephotellus dissimilis (лат.) — вид птиц из семейства Psittaculidae.

## Внешний вид
Длина тела 26 см. Основная окраска оперения самца голубовато-бирюзовая. Голова чёрная, крылья зелёные, спина коричневая. Перья хвоста зеленовато-синие с бронзовым отливом и белым обрамлением. Клюв светло-серый. Лапы серо-коричневые. Радужка коричневая. Самка оливкового цвета с бледно-голубым животом.

## Распространение
Обитает в Австралии на северо-востоке Северной территории.

## Образ жизни
Населяют полузасушливые области. Питаются главным образом семенами, ягодами, плодами и растениями.

## Размножение
Гнездятся в термитниках. Самка откладывает 2—4 белых яйца.